# 施文蒂讷河

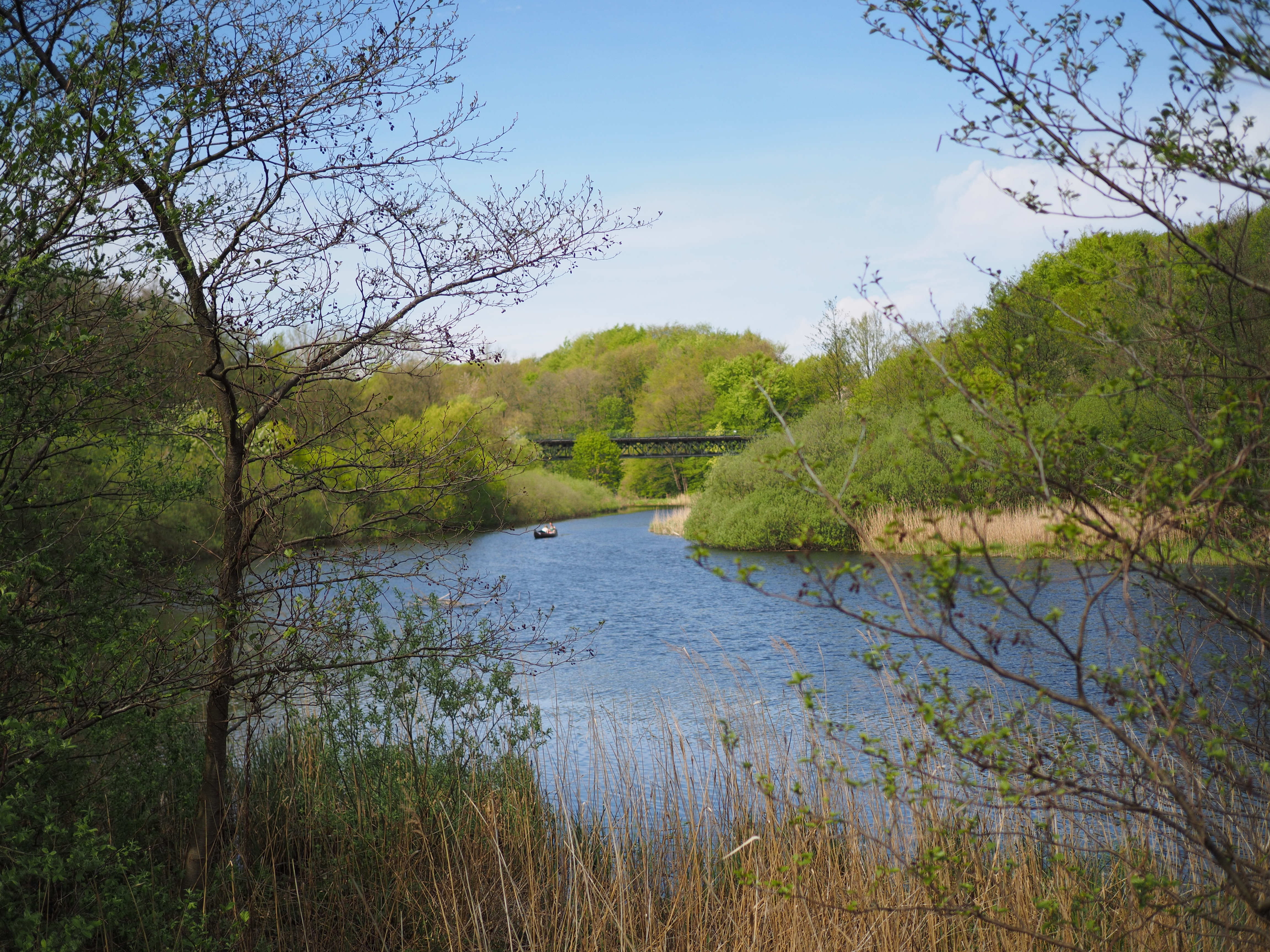
施文蒂讷河

施文蒂讷河（德語：Schwentine，發音：[ʃvɛnˈtiːnə]）是德國的河流，位於石勒蘇益格－荷爾斯泰因州，河道全長62公里，河畔城鎮有基爾、奧伊廷、普倫、普雷茨和施文蒂嫩塔爾。

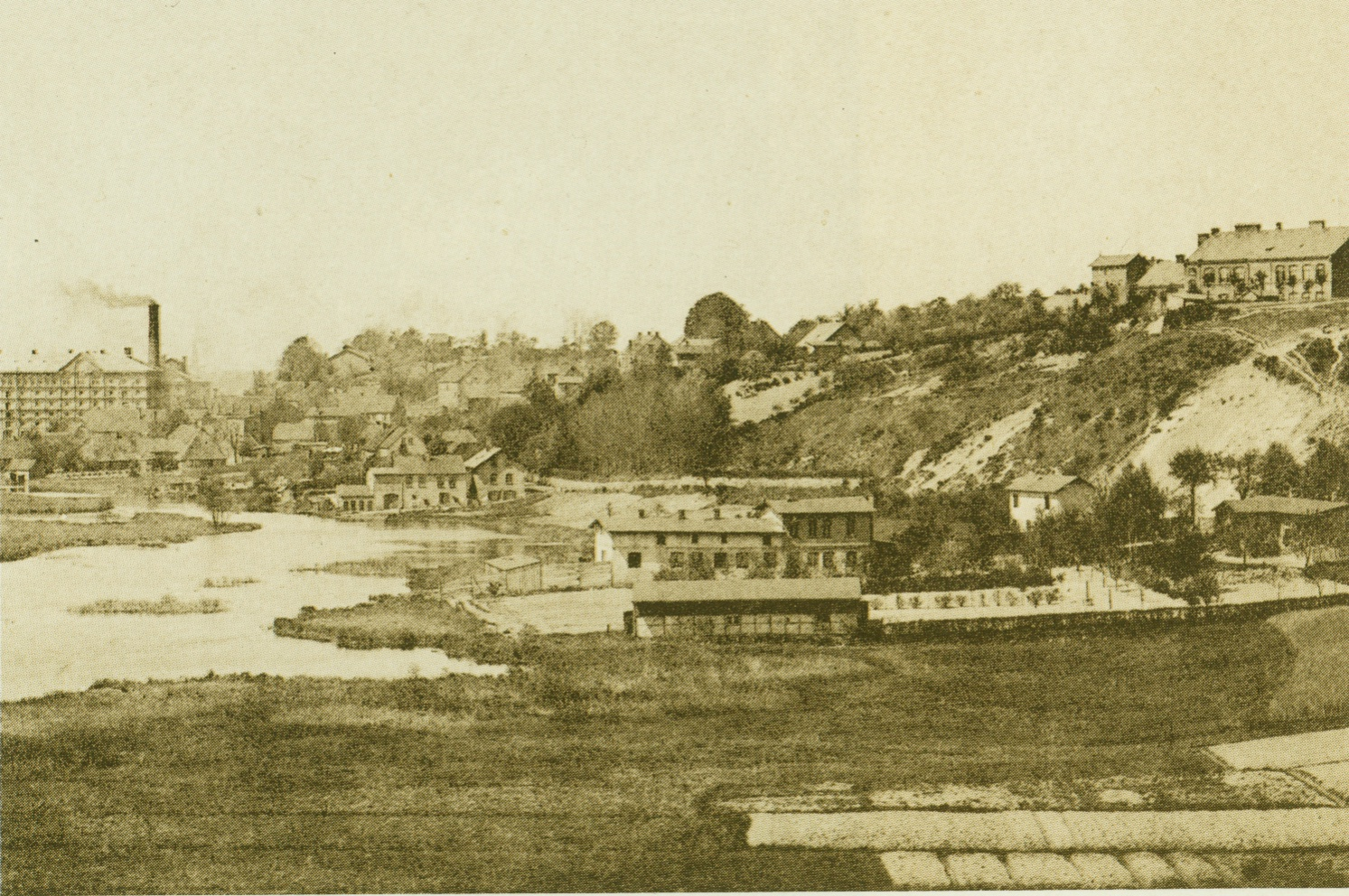
1894年河景